# VSG 'Heubachniederung, Lavesumer Bruch und Borkenberge'
VSG 'Heubachniederung, Lavesumer Bruch und Borkenberge' este o arie protejată (arie de protecție specială avifaunistică — SPA) din Germania întinsă pe o suprafață de 5.076,94 ha, integral pe uscat.

## Localizare
Centrul sitului VSG 'Heubachniederung, Lavesumer Bruch und Borkenberge' este situat la coordonatele 51°50′07″N 7°07′40″E / 51.8353°N 7.1278°E.

## Înființare
Situl VSG 'Heubachniederung, Lavesumer Bruch und Borkenberge' a fost declarat arie de protecție specială avifaunistică în octombrie 2000 pentru a proteja 50 de specii de animale.

## Biodiversitate
Situată în ecoregiunea atlantică, aria protejată nu include niciun habitat protejat.
La baza desemnării sitului se află mai multe specii protejate de  păsări (50): lăcar-de-lac (Acrocephalus scirpaceus), pescăruș albastru (Alcedo atthis), rață lingurar (Anas clypeata), rață mică (Anas crecca crecca), rață cârâitoare (Anas querquedula), Anas strepera strepera, Anser albifrons albifrons, gâscă de semănătură (Anser fabalis), fâsă de luncă (Anthus pratensis), rață-cu-cap-castaniu (Aythya ferina), buhai de baltă (Botaurus stellaris stellaris), buha (Bubo bubo), caprimulg (Caprimulgus europaeus), egretă mare (Casmerodius albus albus), chirighiță neagră (Chlidonias niger), barză albă (Ciconia ciconia ciconia), barză neagră (Ciconia nigra), erete de stuf (Circus aeruginosus), erete vânăt (Circus cyaneus), cristeiul de câmp (Crex crex), ciocănitoarea de stejar (Dendrocopos medius), ciocănitoare neagră (Dryocopus martius), șoimul rândunelelor (Falco subbuteo), becațină comună (Gallinago gallinago), Grus grus grus, sfrâncioc roșiatic (Lanius collurio), sfrâncioc mare (Lanius excubitor excubitor), Limosa limosa limosa, ciocârlie de pădure (Lullula arborea), privighetoare (Luscinia megarhynchos), Luscinia svecica cyanecula, becațină mică (Lymnocryptes minimus), ferestraș mic (Mergus albellus), Mergus merganser merganser, gaia roșie (Milvus milvus), Numenius arquata arquata, grangur (Oriolus oriolus), vultur pescar (Pandion haliaetus), viespar (Pernis apivorus), bătăuș (Philomachus pugnax), codroșul de pădure (Phoenicurus phoenicurus), ploier auriu (Pluvialis apricaria), Rallus aquaticus aquaticus, mărăcinar negru (Saxicola torquatus), Tachybaptus ruficollis ruficollis, fluierar negru (Tringa erythropus), fluierar de mlaștină (Tringa glareola), fluierar cu picioare verzi (Tringa nebularia), fluierarul de zăvoi (Tringa ochropus), nagâț (Vanellus vanellus).